# 接写
接写（せっしゃ）は、写真撮影方法のひとつである。マクロ撮影、近接撮影とも呼ばれる。至近距離の被写体をはっきりと撮影するものである。

## 概要
接写には定義があり、至近距離から等倍撮影までである。主に花や昆虫などの小さなものを接近して撮るときに利用される。至近距離では被写界深度が浅くなるため、背景や前景はボケるようになる。
接写を行う方法としては、主に以下のものが一般的である。
専用レンズによる方法
一眼レフカメラなどで用いる、接写向きに設計された写真レンズをマクロレンズという。また、既存のレンズの先端に補助的に装着するクローズアップレンズ・接写レンズと呼ばれるコンバージョンレンズも存在する。
一般撮影用のレンズ（主に標準レンズ）を、アタッチメントリングなどを介してカメラボディに逆向きに装着すると、光学性能の比較的優れた接写専用レンズとして使用できる場合がある。
専用の撮影機材による方法
上記のレンズを使用する方法の他、既存のレンズとカメラ本体の間に接写リングやベローズを入れることによっても接写が可能になる。
カメラに搭載する専用機能によるもの
今日ではズーム機能などとともにマクロ撮影機能（マクロモード、接写モード）を搭載するカメラも多い。ただし、撮影倍率や画質などは専用のマクロレンズよりも劣る。

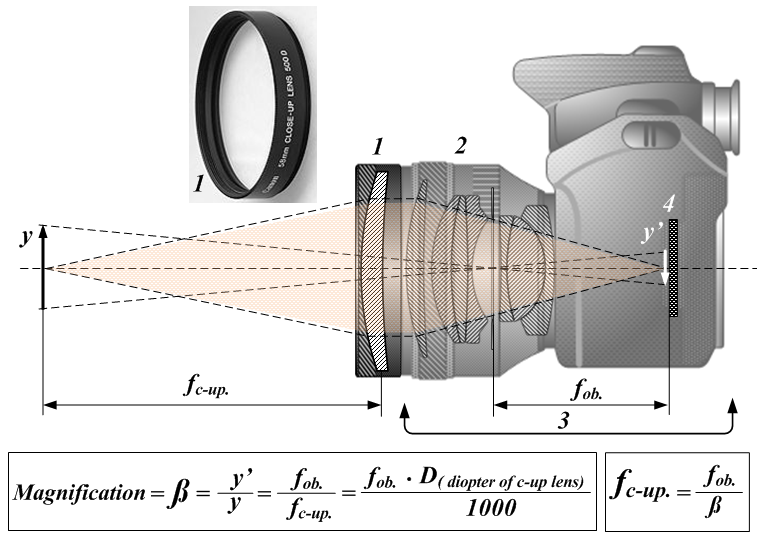
Optical scheme of close-up macrophotography.
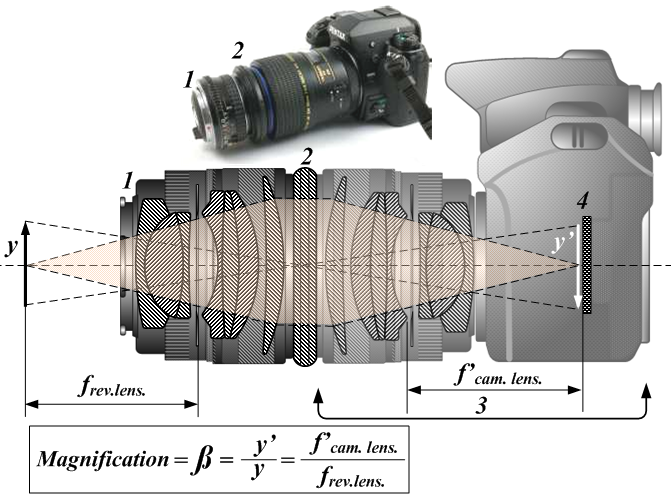
Reversed lens macrophotography optical scheme.
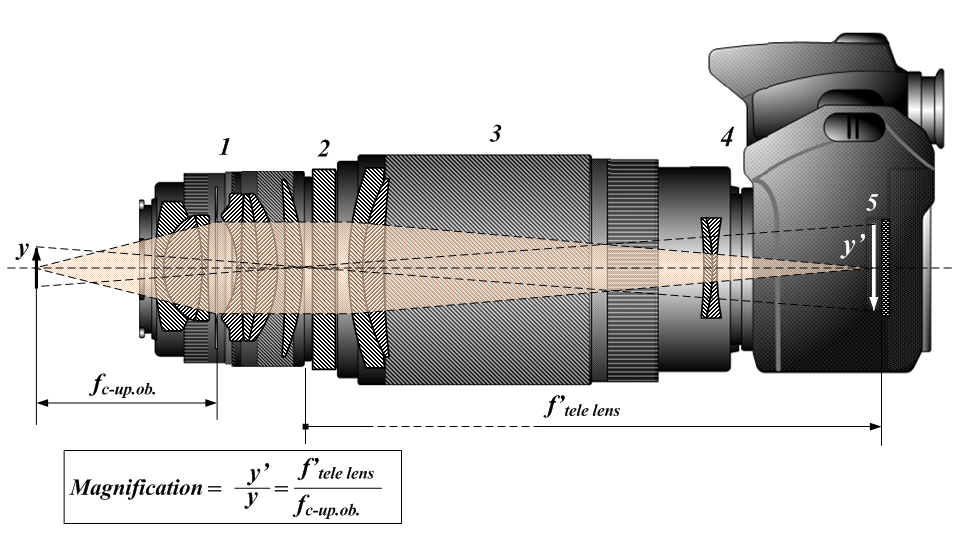
Optical scheme of macrophotography using reversed-lens and telephoto lens.
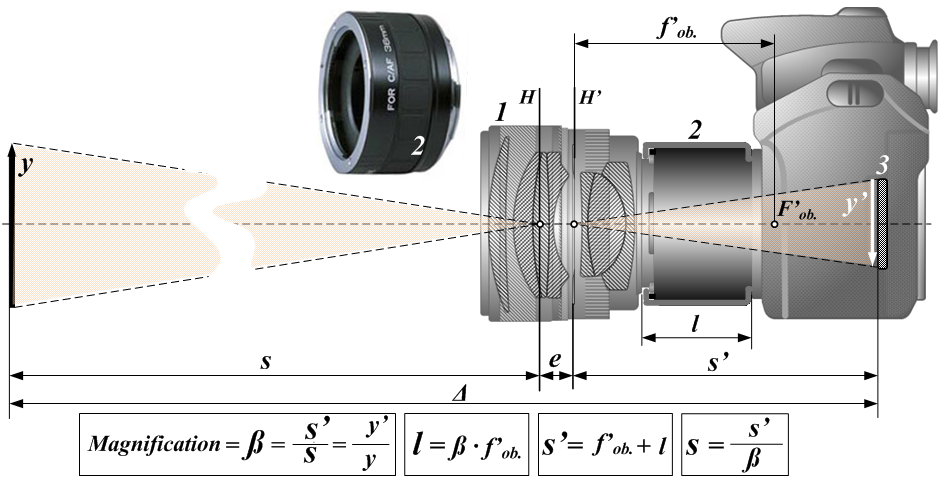
Optical scheme of macrophotography using extension tube.